# 黒潮町缶詰製作所
黒潮町缶詰製作所（くろしおちょうかんづめせいさくしょ）は、高知県幡多郡黒潮町にある缶詰製造会社。

## 概要
黒潮町の出資比率が75％の第三セクターで、2014年3月11日に発足。
防災関連食料品の製造および販売、特産品の加工および販売などを主たる業務とする。
南海トラフ地震を想定した場合に、高い津波がくることが予想されている黒潮町が主体となって、災害対策の一環として災害時の備蓄に関係する産業として設立された。

## アクセス
- 土佐くろしお鉄道中村線の土佐入野駅から北へ徒歩30分